# Musée d'art naïf et marginal de Jagodina
Pour les articles homonymes, voir Musée d'art naïf.
Le musée d'art naïf et marginal de Jagodina (en serbe cyrillique : Музеј наивне и маргиналне уметности у Јагодини ; en serbe latin : Muzej naivne i marginalne umetnosti u Jagodini) est un musée d'art situé à Jagodina, en Serbie. Il a été créé en 1960.

## Bâtiment

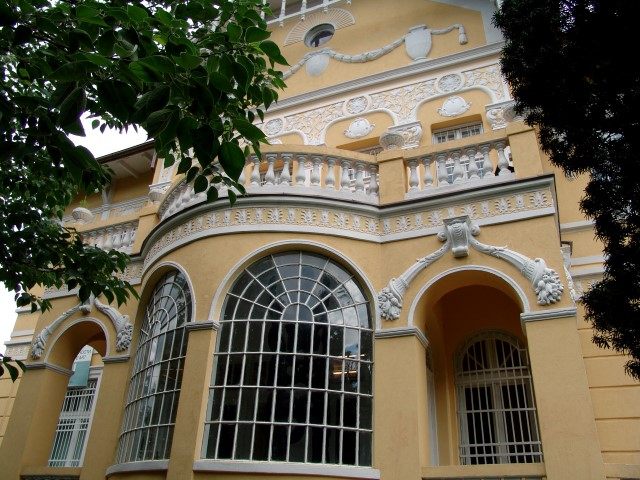
Détail de l'entrée.

Le bâtiment du musée est situé 10 rue Boška Đuričića. Il a été construit en 1929 pour servir de résidence à la famille Ristić et est considéré comme l'un des plus beaux de la ville.
L'édifice est constitué d'un rez-de-chaussée et d'un étage ; le sous-sol a été aménagé en 1966. La villa est dotée d'un toit très pentu recouvert de tuiles.
Les façades sont richement ornées. Une frise avec une série de lys en relief stylisés sépare le rez-de-chaussée de l'étage. Au-dessus des fenêtres de l'étage se trouvent des guirlandes, des amphores avec des fleurs et des métopes ornés d'une décoration florale. Les avant-toits sont décorés d'éléments en bois profilés blancs.
L'entrée monumentale est dotée d'un escalier à double volée ; elle mène à un hall vitré au-dessus duquel se trouve une terrasse plate avec une balustrade en béton.

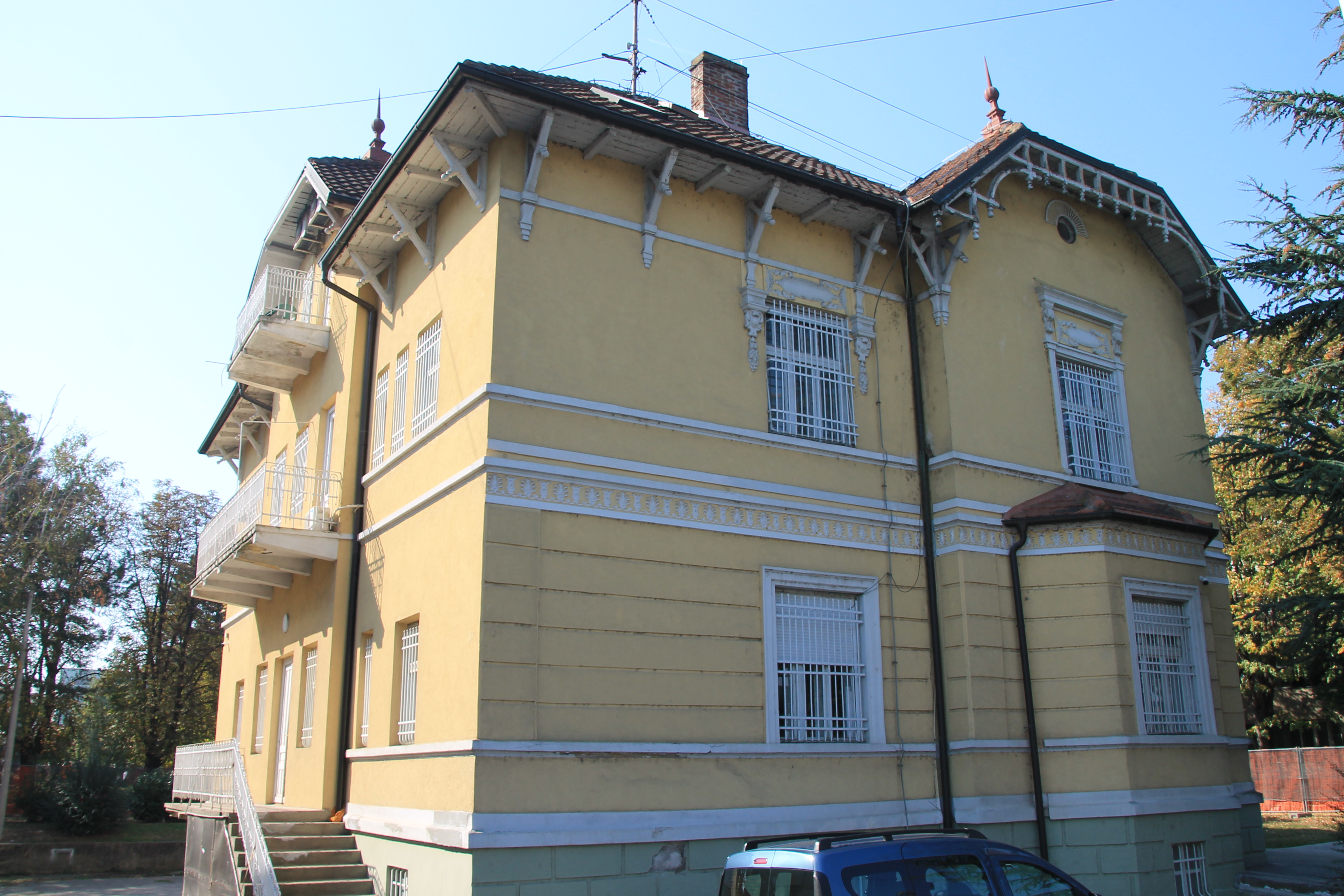
Autre vue du bâtiment.

## Collections
Le musée abrite plus de 3 000 œuvres (peintures, sculptures, dessins) créées par environ 350 artistes depuis les années 1930 jusqu'à nos jours ; ces artistes sont originaires de Serbie, de Croatie, de Slovénie, de Bosnie-Herzégovine, du Monténégro, de la Macédoine du Nord, de la république serbe de Bosnie, de Bulgarie, de Hongrie, d'Allemagne, d'Italie, de Chypre, de Slovaquie, de Biélorussie, de Suède, de Turquie et du Brésil.

### Artistes serbes présents dans le musée
- Dragutin Aleksić (1947-2011)[3]
  - Mère malheureuse, bois, 1970
  - Fiancée malheureuse, bois, non daté

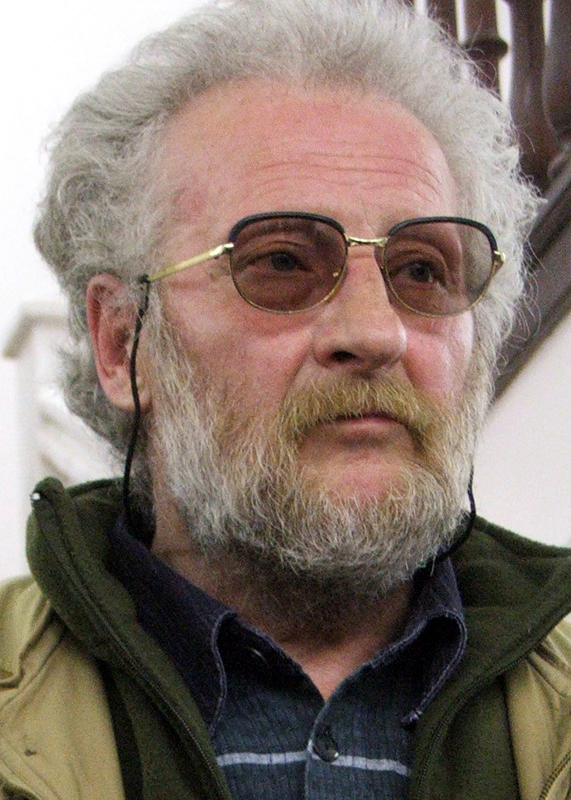
Photographie de Dragutin Aleksić.
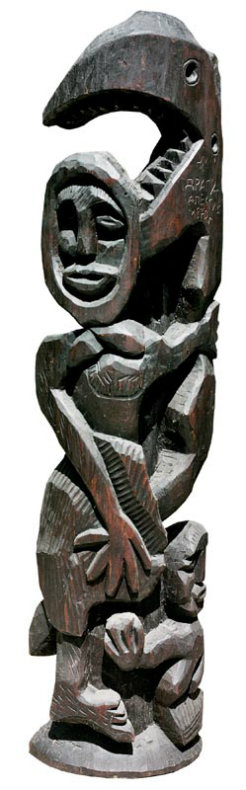
Mère malheureuse.
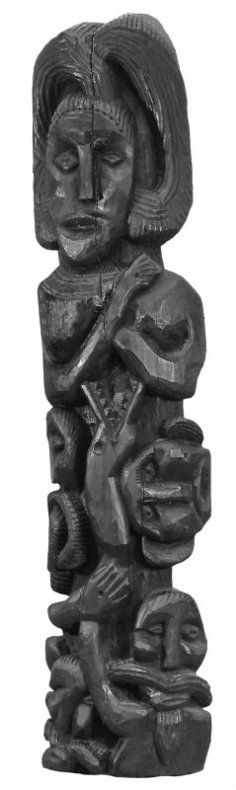
Fiancée malheureuse.

- Marija Balan (1923-2008)[4]
- Barbarien - Predrag Milićević (1963-2013)[5]
  - Hypocrisie, du cycle Jours de prison, huile sur papier carton, 2003
  - Pont sur la turbulente rivière Morava, du même cycle, huile sur papier carton, 2003
  - Bousculade générale, huile sur papier carton, 2012

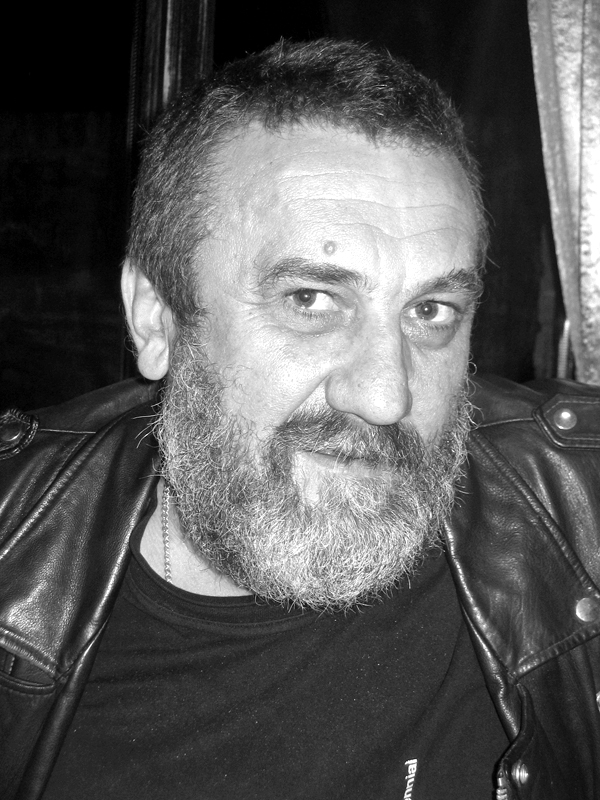
Photographie de Barbarien - Predrag Milićević.
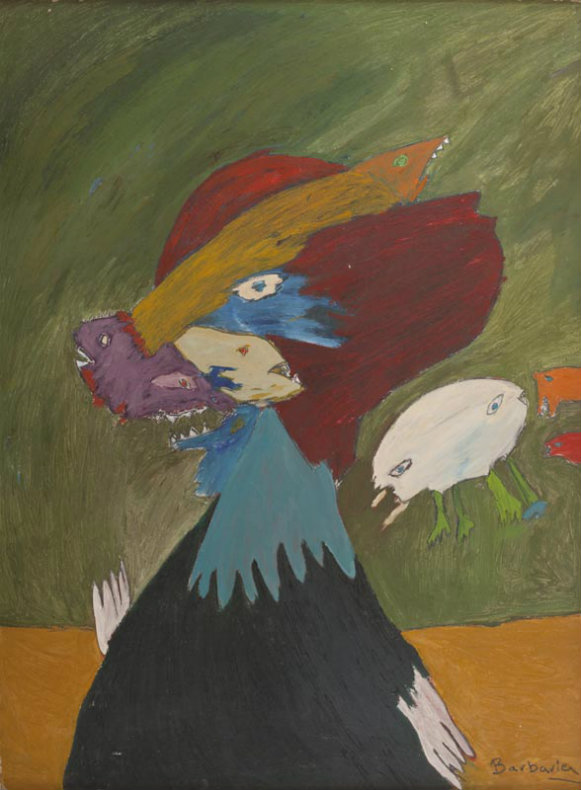
Hypocrisie.
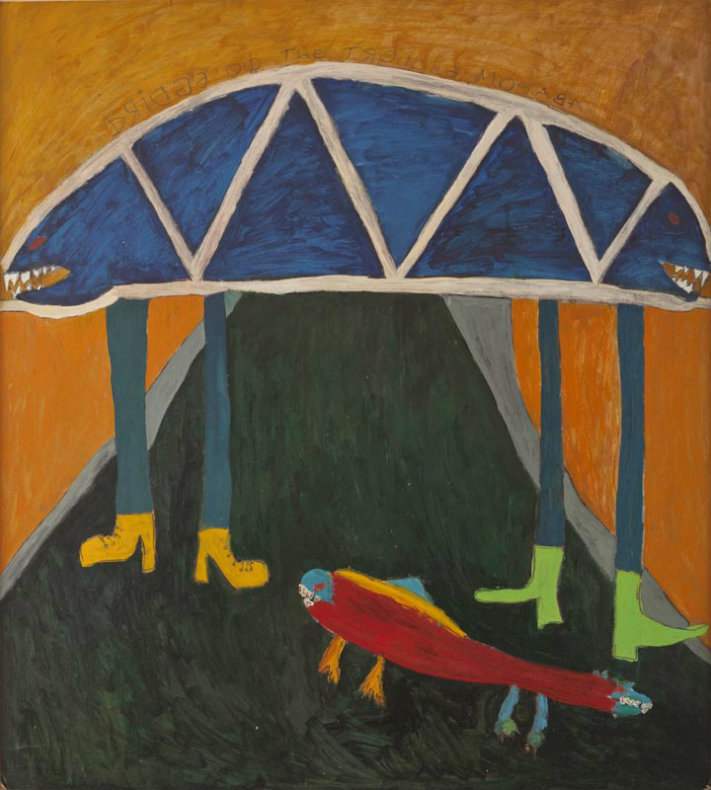
Pont sur la turbulente Morava.
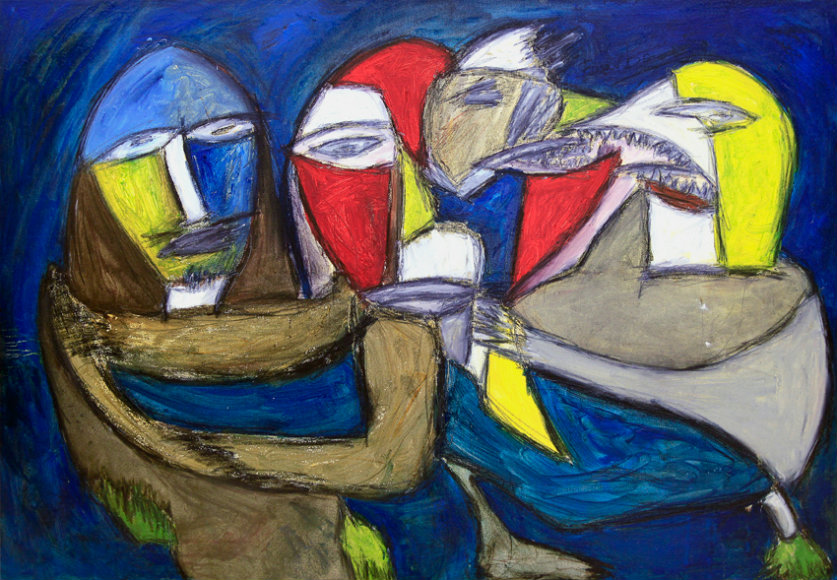
Bousculade générale.

- Ilija Bašičević Bosilj (1895-1957)[6]
  - L'Arrivée des cosmonautes sur la Lune, huile sur toile, 1965
  - Miss Iliade, huile sur contreplaqué, 1969

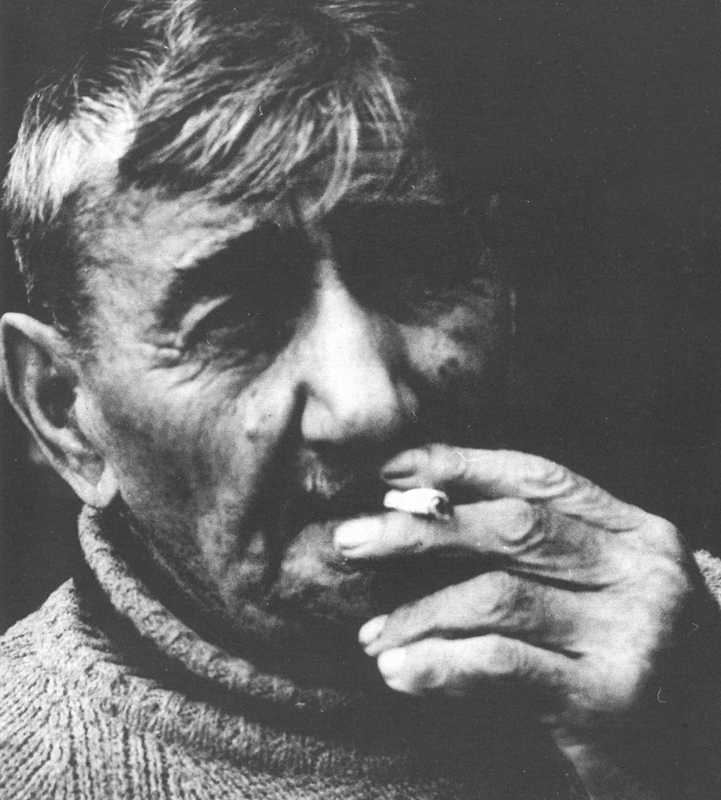
Photographie de Ilija Bašičević Bosilj.
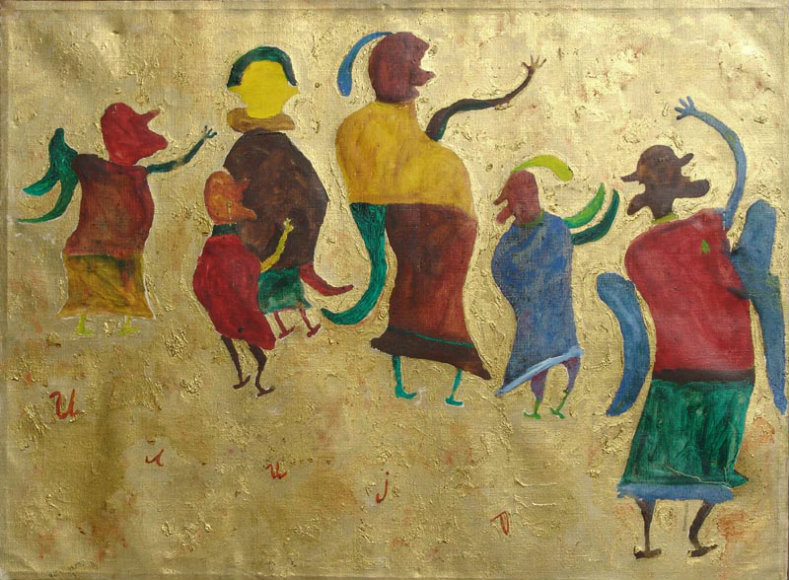
L'Arrivée des cosmonautes sur la Lune.
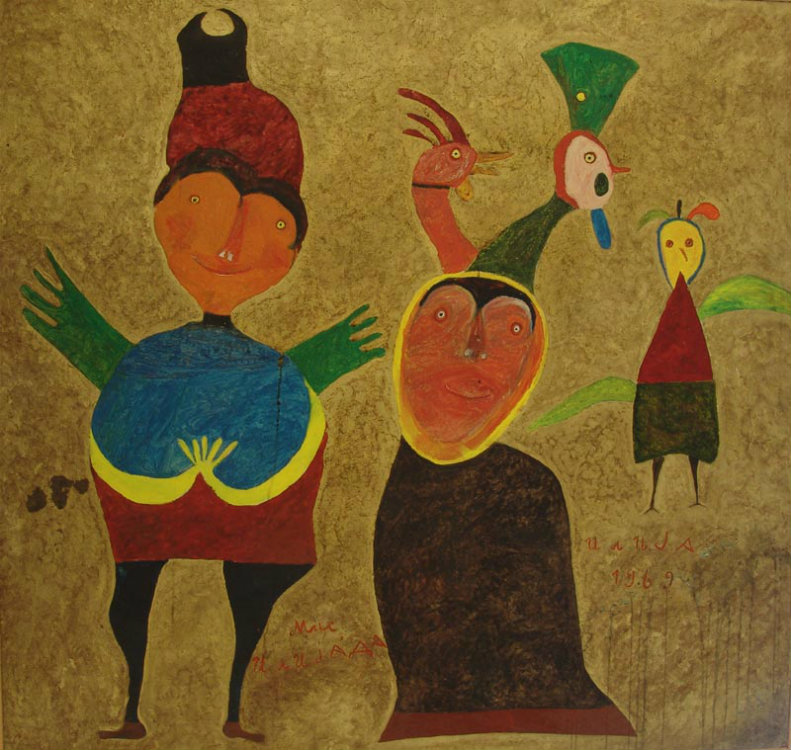
Miss Iliade.

- Mihal Bireš (1912-1981)[7]
- Tomislav Blagojević (né en 1971)[8]
- Janko Brašić (1906-1994)[9]
  - Portrait de sa fille, huile sur toile, 1939
  - Réunion, huile sur toile, 1959
  - La Bataille de Kosovo Polje, huile sur toile, non daté

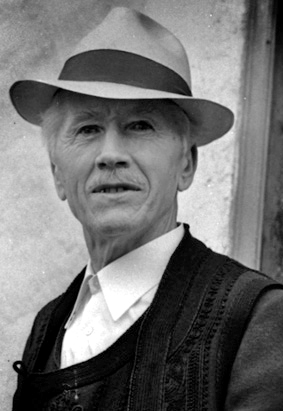
Photographie de Janko Brašić.
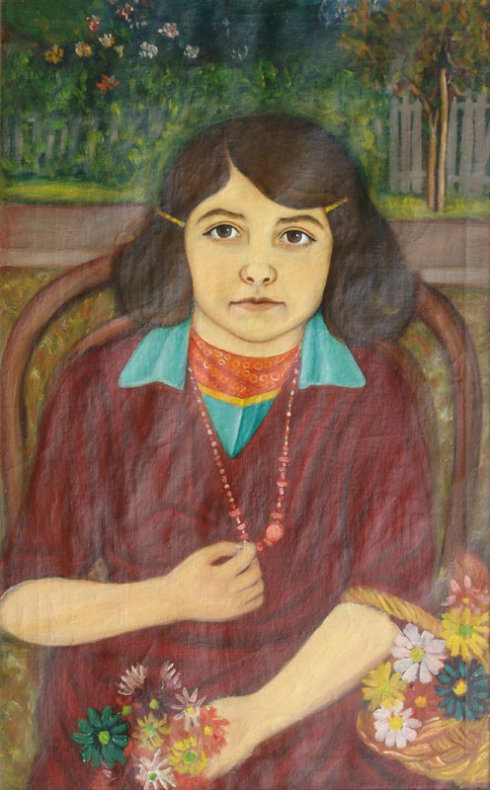
Portrait de sa fille.
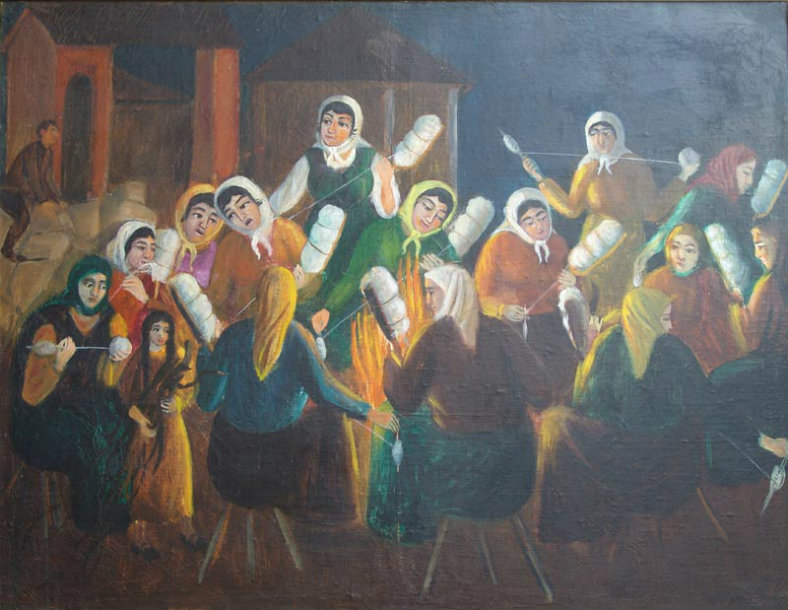
Réunion.
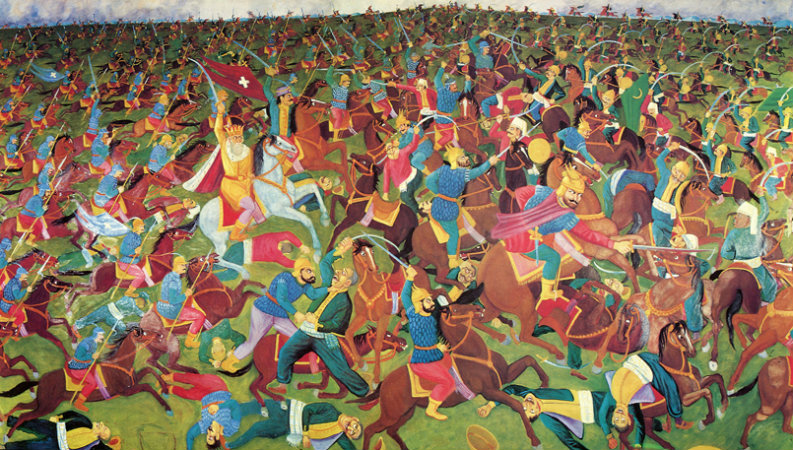
La Bataille de Kosovo Polje.

- Steluca Caran (née en 1944)[10]
- Branko Dinić (1930-2012)[11]
- Milanka Dinić (1923-2016)[12]
- Sofija Doklean (née en 1931)[13]
- Veimir Đorđević (né en 1943), céramiste[14]
- Emerik Feješ (1904-1969)[15]
  - Stari Beograd, tempera sur papier, 1960
  - Notre-Dame de Paris, tempera sur papier, vers 1962
  - Big Ben - Parlement de Londres, tempera sur papier, vers 1962
  - Worms, tempera sur papier, vers 1963
  - Venise, tempera sur papier, vers 1966

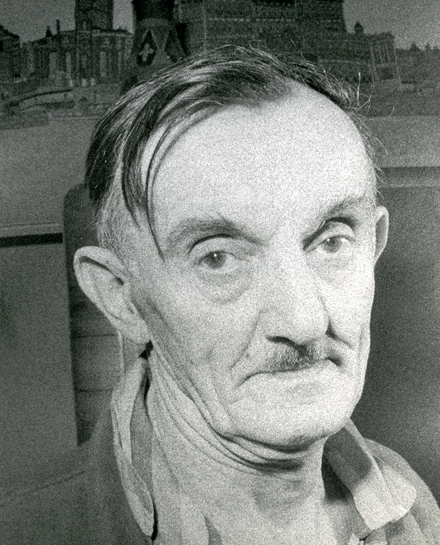
Photographie d'Emerik Feješ.
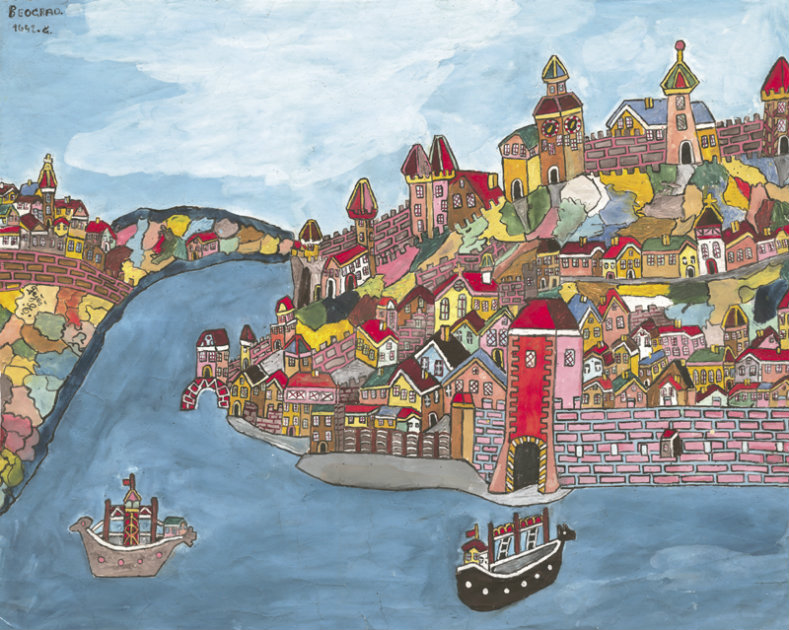
Stari Beograd.
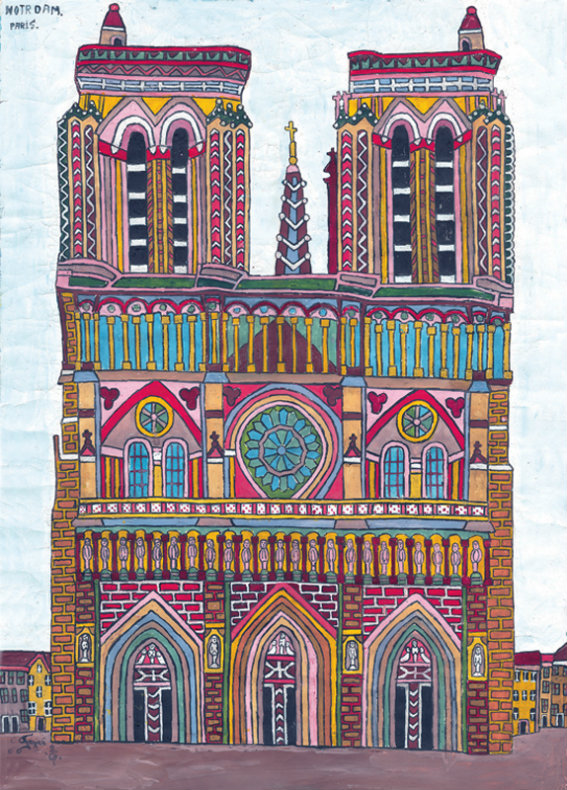
Notre-Dame de Paris.
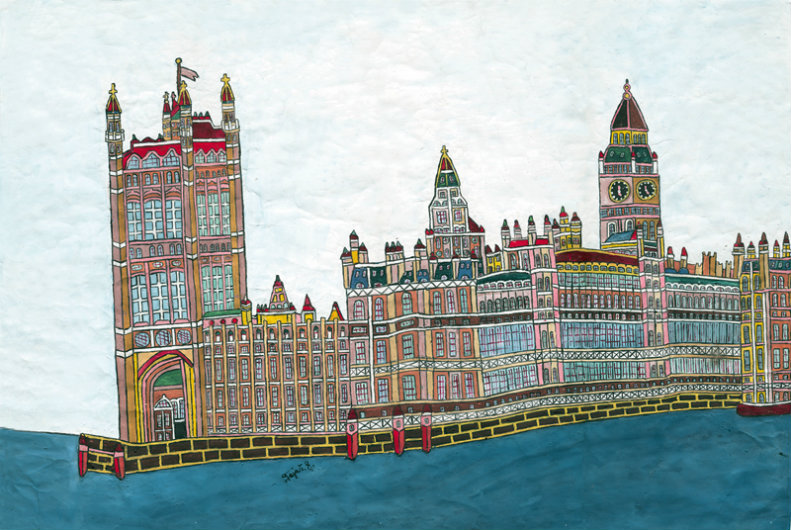
Big Ben - Parlement de Londres.
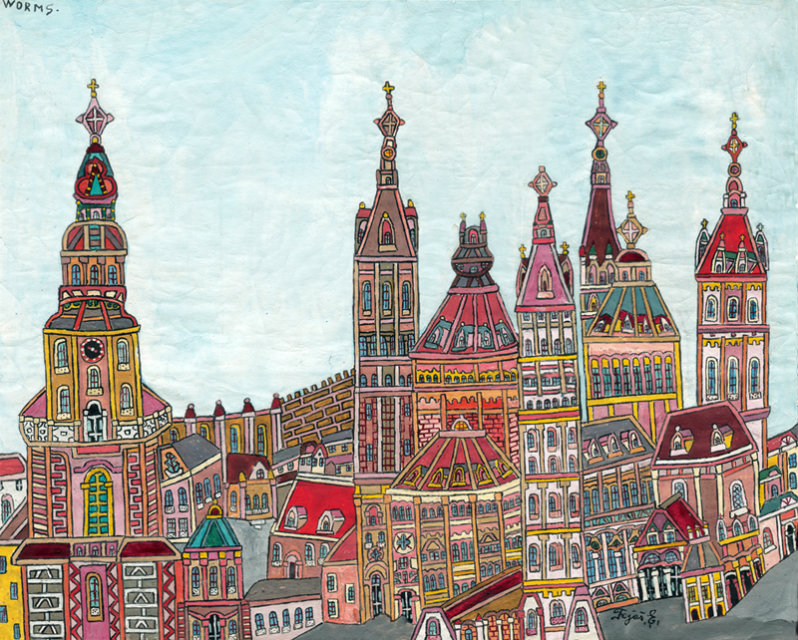
Worms.
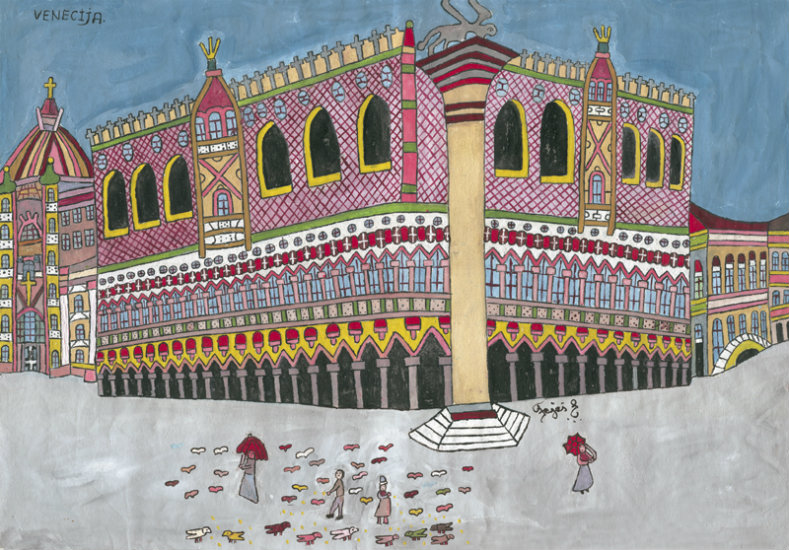
Venise.

- Ilija Filip Filipović (né en 1944)[16]
- Dragica Gajić (née en 1944)[17]
- Pal Homonai (1922-2010)[18]
  - Chevaux en pâture', huile sur panneau, 1968
  - Foire, tempera sur panneau, 1969
  - Chevaux, bœufs et jeunes filles, tempera sur toile, non daté

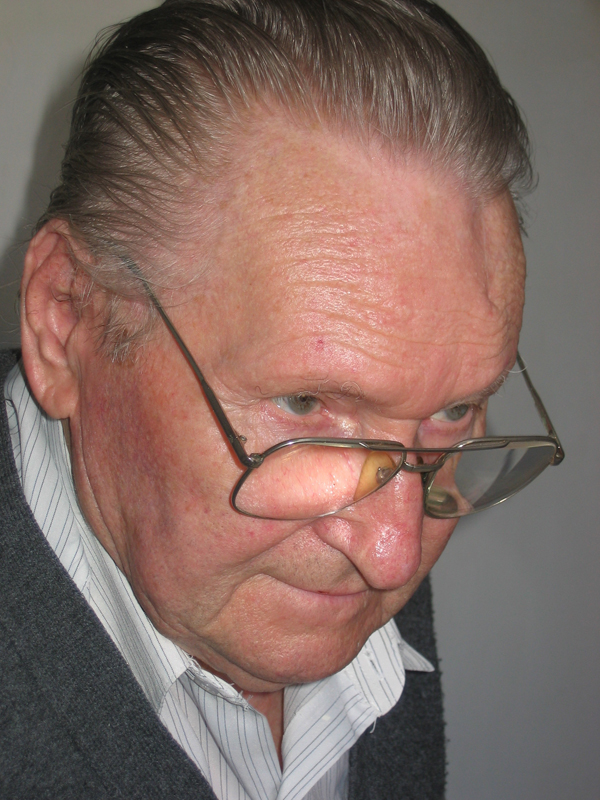
Photographie de Pal Homonai.
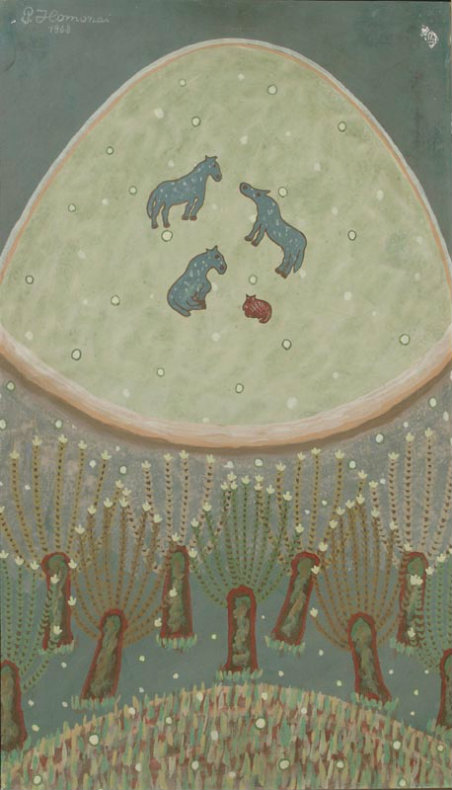
Chevaux en pâture.
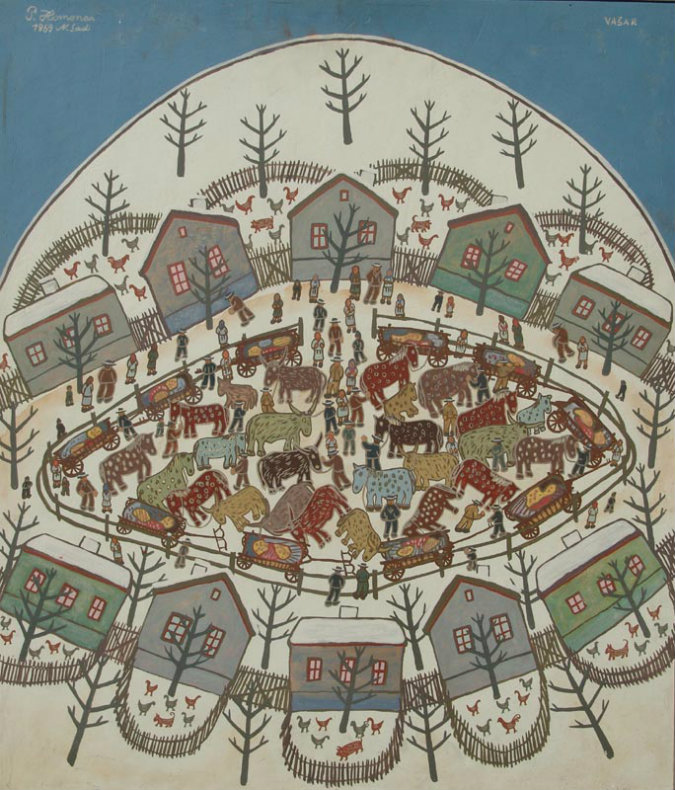
Foire.
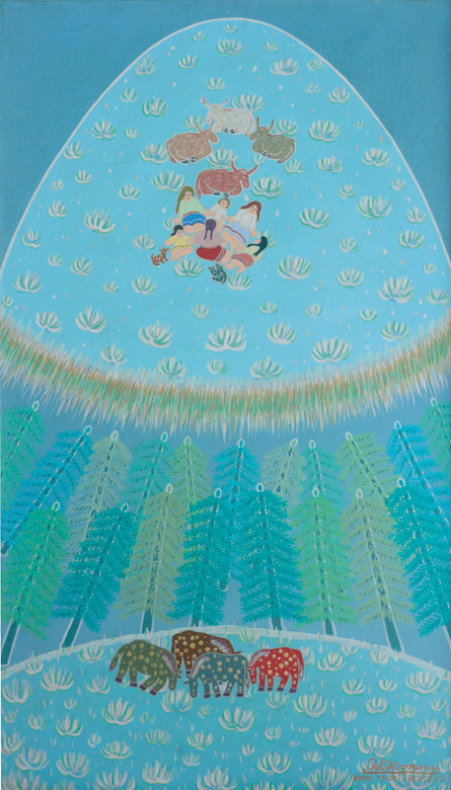
Chevaux, bœufs et jeunes filles.

- Srboslav Ilić (né en 1955)[19]
- Vojislav Jakić (1932-2003)[20]
  - Tableau multi-titre, encre de Chine sur papier, 1975
  - Sans nom, encre sur papier, 1987
  - Jours noirs, encre de Chine sur papier, 1997
  - Sans nom, techniques mixtes sur carton, 2002
  - Dessin plié, techniques mixtes, non daté

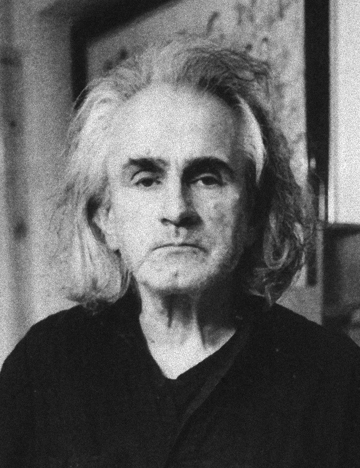
Photographie de Vojislav Jakić.
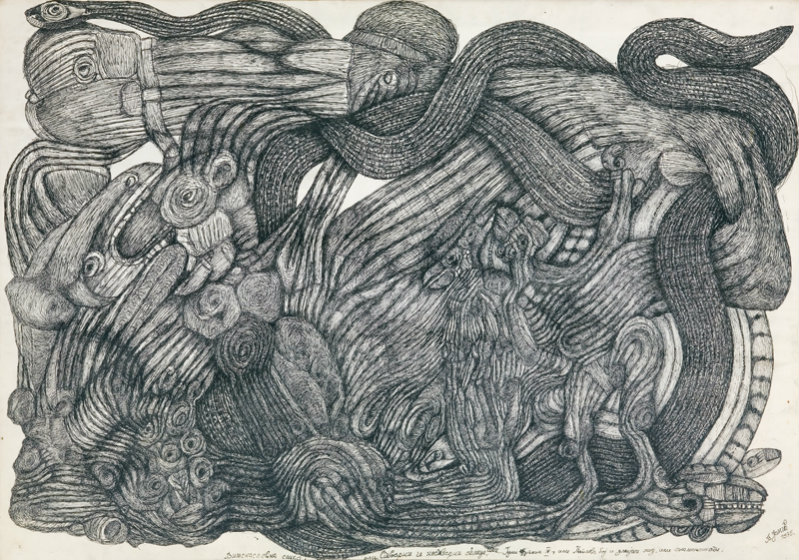
Tableau multi-titre.
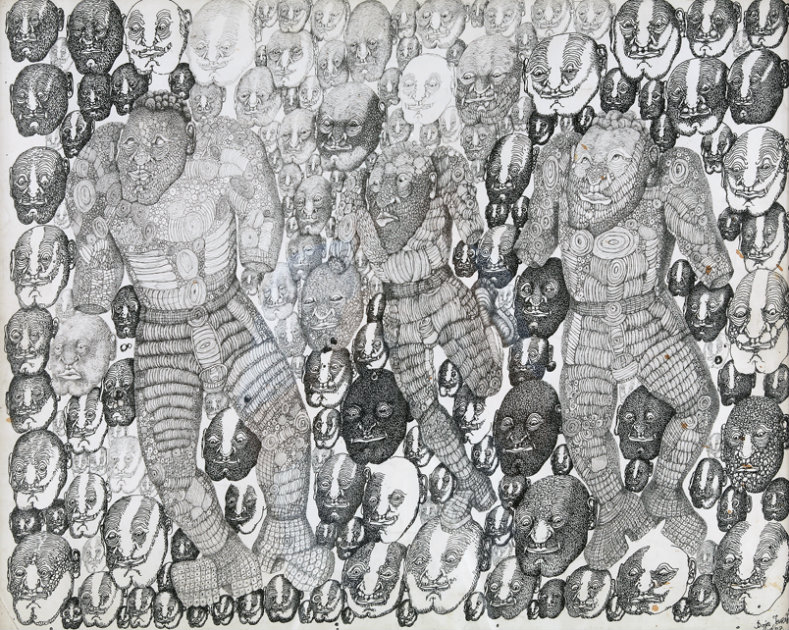
Sans nom, 1987.
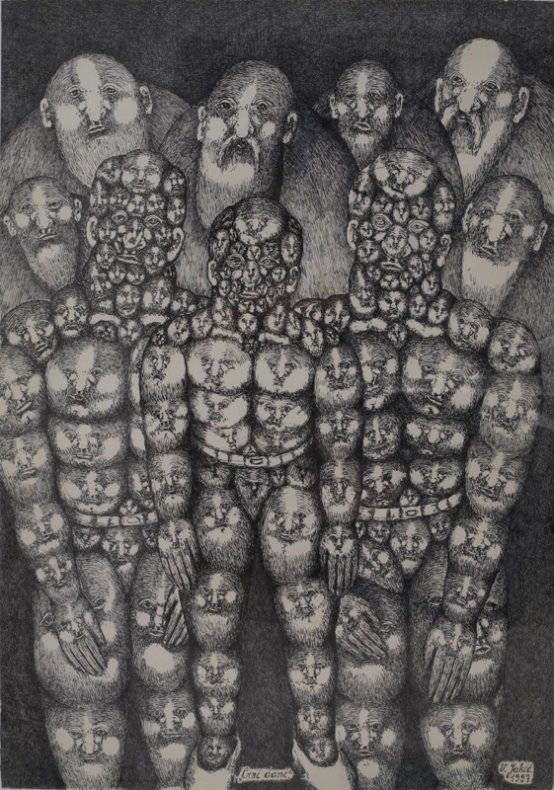
Jours noirs.
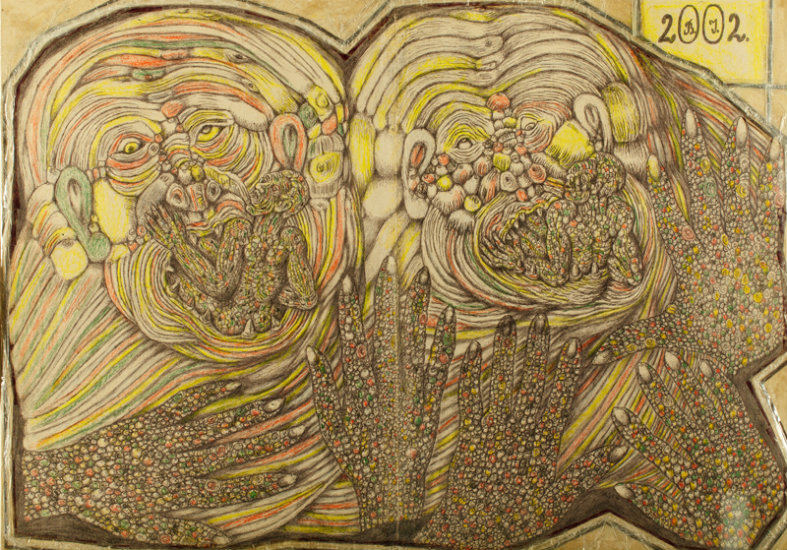
Sans nom, 2002.
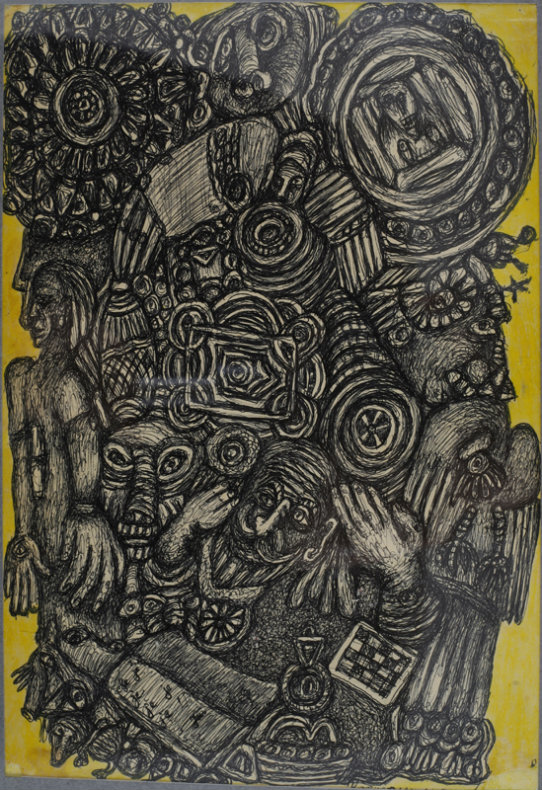
Dessin plié.

- Dušan Jevtović (1925-2011)[21]
  - Mariages d'hiver, huile sur toile, 1986
  - L'Été dans mon village, huile sur toile, 1986
  - Fête du saint patron du village, acrylique sur toile, 2009

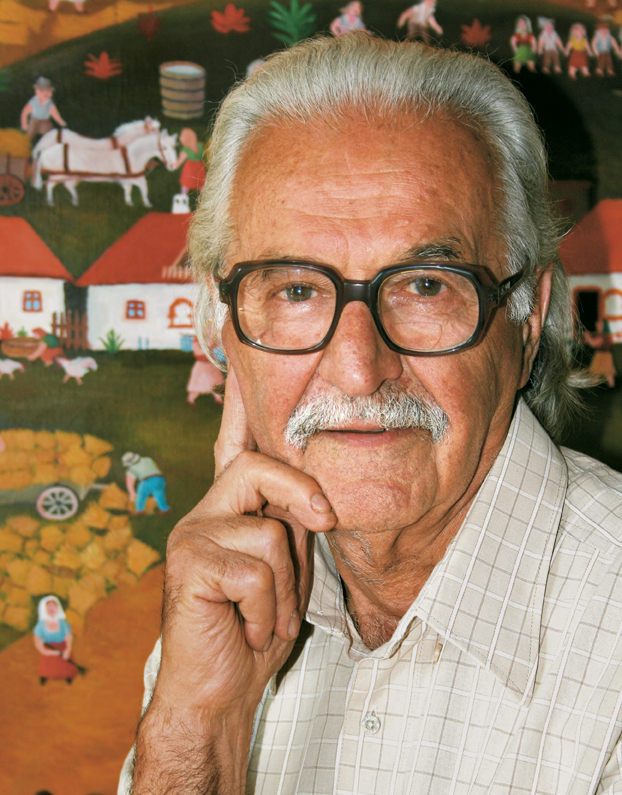
Photographie de Dušan Jevtović.
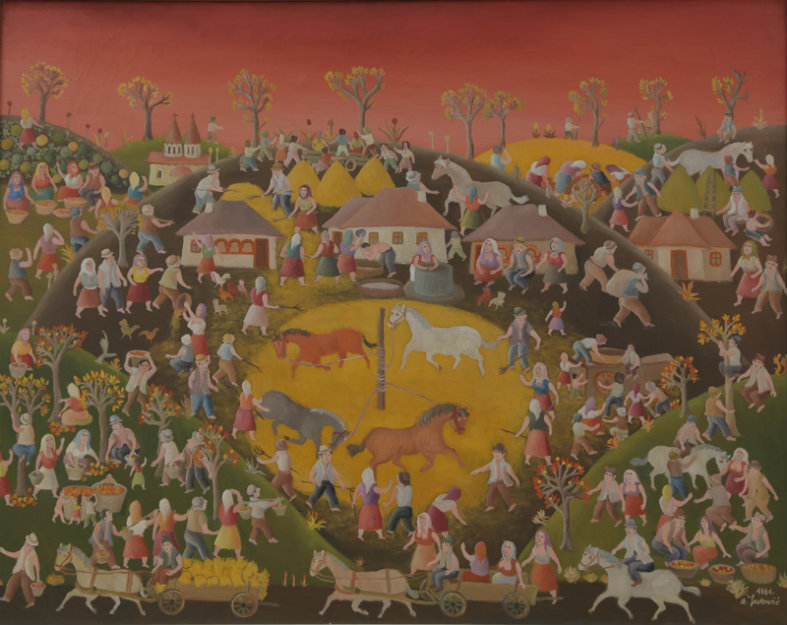
L'Été dans mon village.
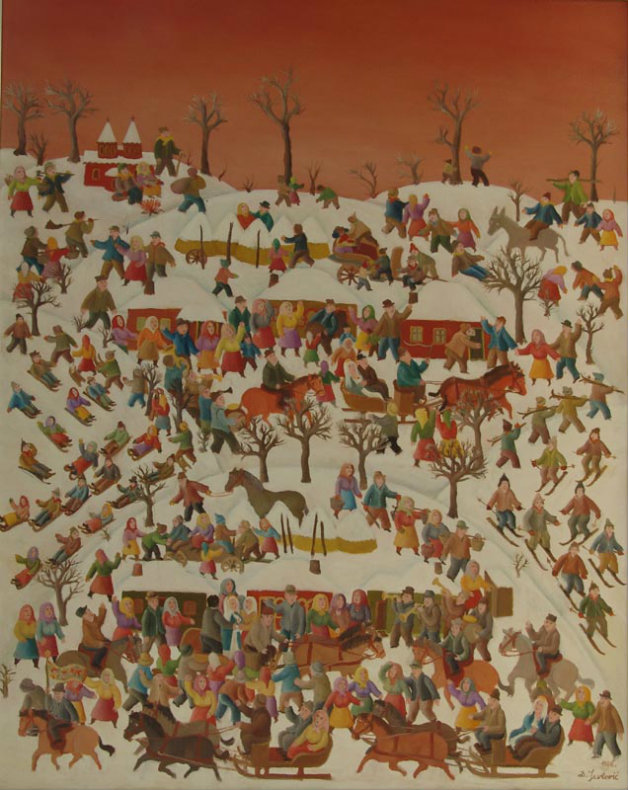
Mariages d'hiver.
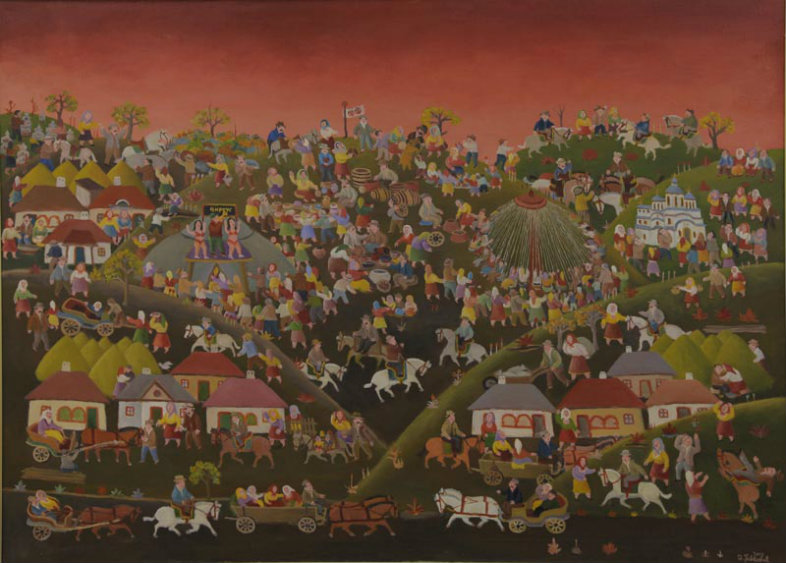
Fête du saint patron du village.

- Martin Jonaš (1924-1996)[22]
- Ljubiša Jovanović Kene (né en 1956)[23]
- Milosav Jovanović (1935-2014)[24]
  - Eau, huile sur carton, 1966
  - Cigogne, huile sur toile, 1969
  - Soir, huile sur toile, 1973-1974
  - Courte biographie, huile sur toile, 1978
  - Douleur, huile sur carton, 2001

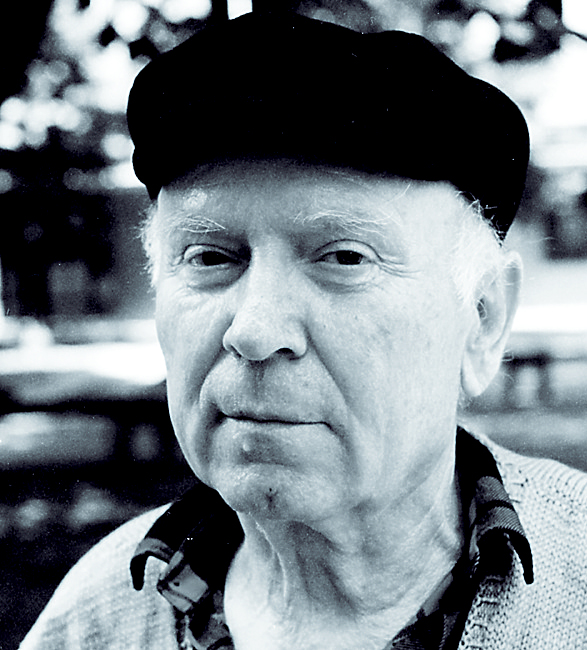
Photographie de Milosav Jovanović.
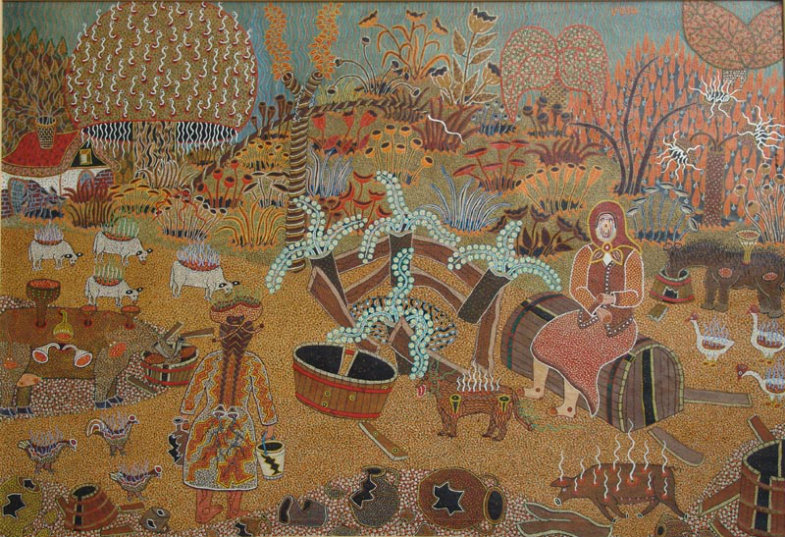
Eau.
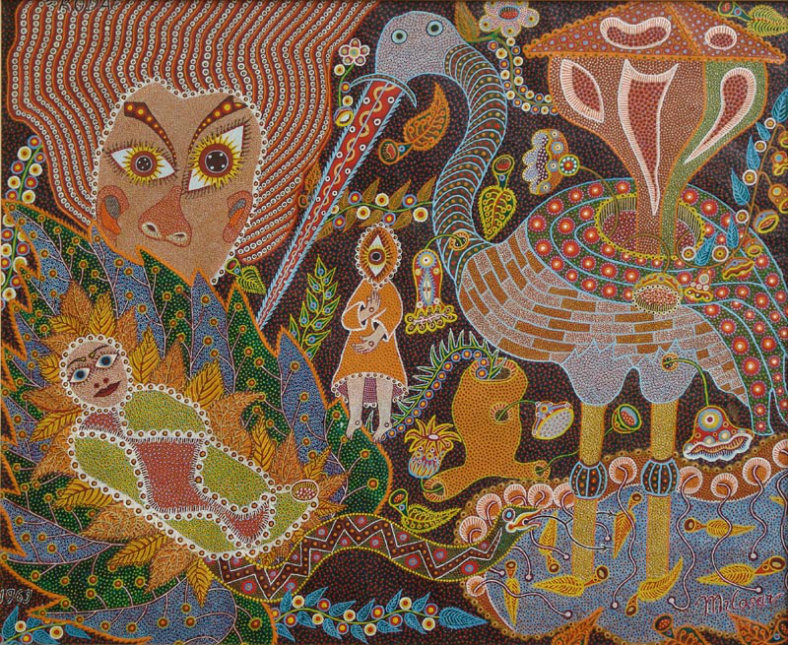
Cigogne.
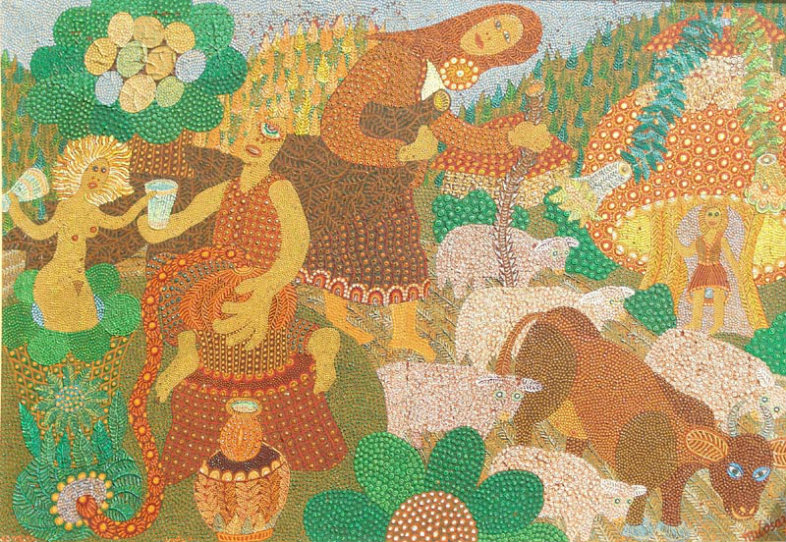
Soir.
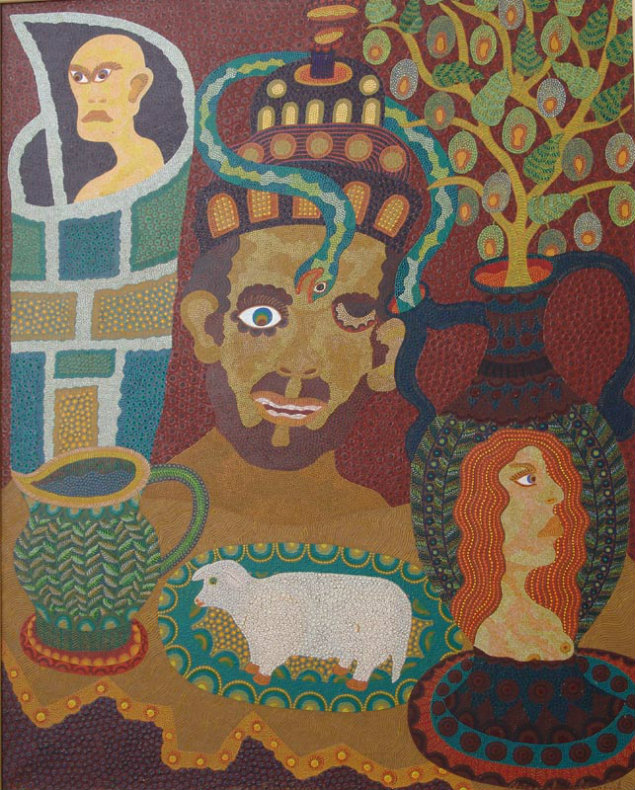
Courte biographie.
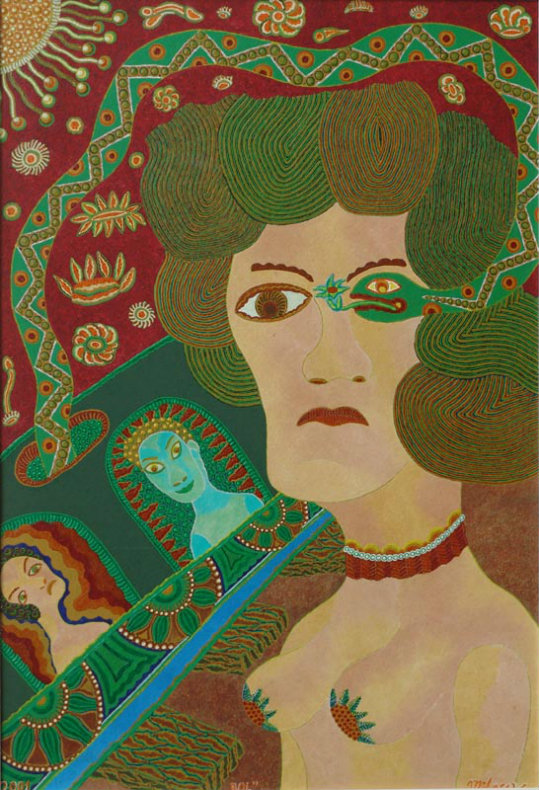
Douleur.

### Autres artistes présents dans le musée
- Paul Duhem (1919-1999)[25]
- Ivan Generalić (1914-1992)[26]